# Cophura dora
Cophura dora là một loài ruồi trong họ Asilidae. Cophura dora được Pritchard miêu tả năm 1943. Loài này phân bố ở vùng Tân Bắc giới.